# Jacinto Higueras
Jacinto Higueras Fuentes (Santisteban del Puerto, 22 de febrero de 1877-Madrid, 20 de noviembre de 1954) fue un escultor español. Es el padre de Jacinto Higueras Cátedra y bisabuelo de Ana Higueras.

## Biografía
Hijo de Modesto Higueras Curiel († 1908) y de María del Carmen Fuentes Martínez († 1901).
Marchó a Madrid en 1894, donde se forma en los talleres, primero del escultor Agustín Querol, y tres años más tarde con Mariano Benlliure, con quien trabaja durante nueve años. Posteriormente regresó a su tierra, recibiendo en 1909 su primer encargo importante, el Monumento a las Batallas de Jaén, que se inauguró en el año 1912. A partir de entonces tuvo multitud de encargos, que, tras la guerra civil española, serían principalmente de obras religiosas para cofradías e imágenes para iglesias.
Participa en las Exposiciones Nacionales, obteniendo la segunda medalla en 1910 y la primera en el año 1920. Fue nombrado académico en 1942 de la Real Academia de Bellas Artes de San Fernando.
Tras su fallecimiento y por donación de su familia, se constituyó el Museo Jacinto Higueras en Santisteban del Puerto, donde se celebra bienalmente un concurso internacional de escultura.

## Obras
- Monumento a las Batallas de Jaén (1909-1912)
- La Gitanita (1916)
- San Juan de Dios (Museo Provincial de Jaén)
- Bética (Museo Jacinto Higueras, Santisteban del Puerto, 1920)
- Monumento al General Saro (Úbeda, Jaén)
- Cristo de la Buena Muerte Catedral de la Asunción de Jaén, (1927)
- Padre Jesús Nazareno (Pedro Abad, Córdoba), 1939)
- Virgen del Collado (Santisteban del Puerto, 1940)
- Jesús Nazareno (Cofradía de Jesús Nazareno, Úbeda, 1940)
- Inmaculada Concepción (Iglesia de Guarromán, Jaén)
- San Ginés de la Jara en Sabiote, Jaén
- Estatua de Bernabé Soriano en Jaén (1915)
- Santísimo Cristo de la Vera-Cruz de Villacarrillo (Iglesia de la Asunción, 1941),
- Ntro. Padre Jesús en la Oración en el Huerto de los Olivos y Ángel Confortador (Venerable Cofradía de Penitencia de Ntro. Padre Jesús en la Oración en el Huerto de los Olivos y María Stma. de la Esperanza- Alcalá la Real (Jaén)) 1950
- Cristo Yacente. Real Cofradía de Minerva y Veracruz (León). 1951
- Nuestro Padre Jesús de la Pasión Cofradía de la Pasión del Señor, Guadalajara, 1945)
- Monumento funerario de Armando Palacio Valdés, con la estatua de "Demetria", Cementerio de la Carriona en Avilés, Asturias, 1945.
- Nuestro Padre Jesús Nazareno (Iglesia Parroquial de San Juan Bautista, Los Villares, Jaén 1954)
- Monumento al oculista Juan Martín Alguacil en Jódar (1954).